# ミント
ミント（女無天、英語: mint）は、シソ科ハッカ属（ミント属、メンタ属）の総称。多くの種は多年草だが、一年草の種も存在する。ユーラシア大陸原産。名称は、ギリシャ神話で植物に変身したニンフであるメンテー（Μίνθη）に由来する。
別名メンタ。和名はハッカ（薄荷）だが、この名はミントの1種ニホンハッカを意味することもある。ハーブの一種で、葉は爽快な冷涼感のある風味があり、ハーブティーやデザートに利用される。

## 特徴
地中海沿岸、ヨーロッパ、アジア東部の原産で、北半球の温帯に多く、南アフリカやオーストラリアにも分布し、様々な種が世界中に広く分布している。栽培されているミント類には、ニホンハッカ（ハッカ）、ペパーミント（セイヨウハッカ）、スペアミント（ミドリハッカ）、マルバハッカ（アップルミント）、ペニーロイヤルミントなどがある。
草丈は、匍匐性種は3 - 100センチメートル (cm) 、立性種は50 - 100 cmとさまざまである。花は白色または淡いピンク色で、葉は十字に対生することが多い。繁殖力が旺盛であり、零れ種と地下茎により繁殖する。畑地に地植えすると駆除が容易ではなくなり、雑草扱いされることもある。全草に精油分が含まれ、種によって香りの成分が異なるが、葉は爽快感のあるスッキリとした香りがあるのが特徴である。ハーブとして世界中で広く使われており、主成分メントールの清涼感ある香りが特徴のペパーミントと、精油成分カルボンの甘い香りのスペアミントが代表的な種で、主に香辛料野菜として広く利用されている。

## 栽培
春に植え付ければ、冬以外は収穫できる丈夫なハーブで、半日陰でも育つ。種まきの適期は4 - 10月ごろ。一つのポットに3～5粒くらいまいて、乾かないように水やりをおこなえば1週間程度で発芽する。もっとも、ミントは容易に株分けができるため、苗からの植え付けをすることが一般的である。夏場の過湿にはやや弱い性質があり、蒸れや病気を防ぐため込み入った茎や葉を間引きながら育てるとよいとされる。2年目以降の株は、梅雨期前に刈り込んで風通しをよくする。ミントの栽培は容易で、鉢植えで栽培もできる。交雑しやすいため、露地栽培のときは株を離して植えるとよいといわれる。原産地ではハーブというより、数が増えすぎるので、雑草として扱われている。ミントは根を横に広げて、新しい芽を出して生息息を拡げていくが、繁殖力が強く、そのスピードがとても速いため、地植えには注意を要する。実際に、ミントが生えると土壌の栄養分を大量に消費し、他の植物を駆逐しながら増えてしまう。
種まきは、育苗箱に筋まきし、本葉が出始めたら育苗ポットに鉢上げする。ポットで苗を育て、本葉4 - 5枚で、株間30センチメートル (cm) あけるようにして定植する。定植から10日後からぼかし肥や鶏糞などで追肥を行い、伸びた茎葉の先端を摘んで収穫する。多年草のため、株を3年に1度くらいに、根茎を15 cmくらいに切って株分けし、更新するとよいとされる。

## 文化
ギリシャ神話に、ミントの逸話がある。ある日、冥界の王ハーデスが美しい妖精メンテーに目をとめ、深く愛してしまった。ところが、妻のペルセフォネに見つけられてしまう。ペルセフォネは、ハーデスから自分が受けた侮辱に復讐しようと、メンティをいたぶり、草に変えてしまった。メンティは草に姿を変えられても、相変わらず美しく、あでやかな姿と芳香を失わずにいたという。メンティーが変えられた草が、ミントだった。

## 利用

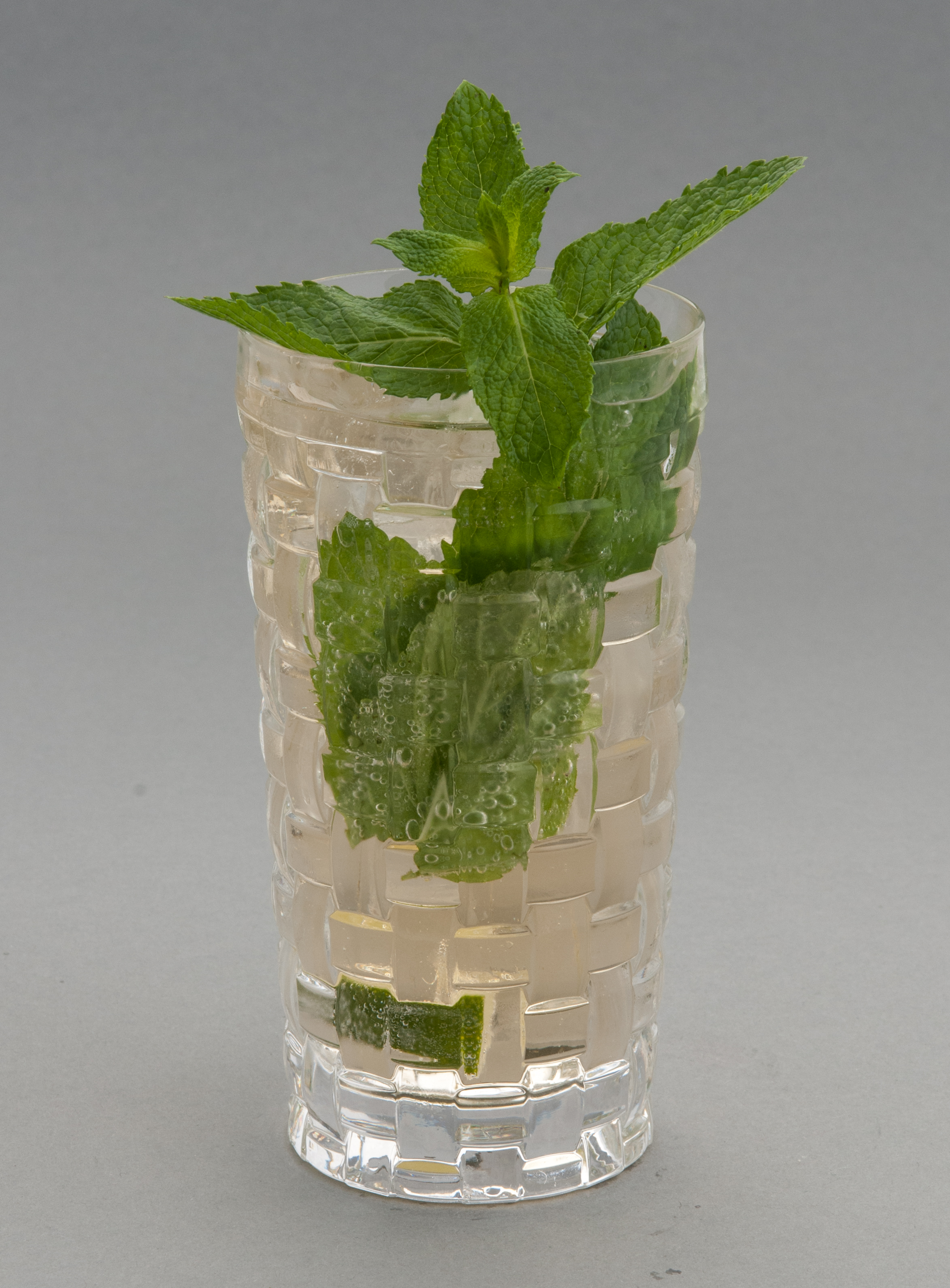
カクテルのモヒート

用途が広く、葉は料理や菓子の香りづけのために、ハーブティーや入浴剤としても利用される。生葉を潰して打撲のときの湿布薬にも利用できる。

### 食用
主な旬は6 - 9月とされる。葉は、爽快味および冷涼感を与えるメントールに富むため、ハーブとして料理に添えたり、肉料理や魚料理のソース、カクテルや菓子、ハーブティー、薬用酒などの材料となる。東南アジアのタイやベトナムでは麺料理やサラダに一般的に使われていて、西アジアのトルコでは豆のスープにも使われている。アフリカのモロッコでは、緑茶と生のミントを混ぜた茶を飲む。精油はハッカ油、メントールの結晶はハッカ脳の名称で市販され、かつて北海道北見市が世界的な産地であったことから、北海道の土産屋の定番商品となっている。ミント特有の成分メントールには、気分転換やリラックスさせる効果があり、ガムなどのスーッとする清涼感ある香りに使われている。

### 香料
精油（エッセンシャルオイル）は香料として食品や歯磨き粉に添加されたり、アロマテラピーや消臭や虫除けに用いられる。ミントから精油を取るには、ミントの全草を蒸気釜に隙間無く充填し、釜内に高圧水蒸気を吹き込む。排出される蒸気を冷却した後、水と分離した上澄みのオイル部分を採取する（水蒸気蒸留）。

### 医療用途
伝統医療や民間療法でも用いられており、漢方薬（生薬名：薄荷葉（はっかよう））としても清涼、解熱、発汗、健胃などの目的で用いられる。薬用のミント類としてはペパーミントが代表的で、消化不良や緊張性頭痛に用いる。ペパーミントの香りの主成分であるメントールには、強壮作用や消化促進作用があるほか、鎮痛作用があることから湿布薬などにも用いられている。また殺菌効果も知られており、ハーブティーにして風邪や食中毒の予防に利用されている。
科学的研究では、ハッカ油は過敏性腸症候群（IBS）の症状を改善しうる（may improve）と報告されている。消化不良も改善しうるとの研究結果があるがエビデンスは限定される。
かつて、ミントはデザイナーフーズ計画のピラミッドで3群に属しており、3群の中でも、キュウリ、オレガノ、タイム、アサツキと共に3群の中位に属するが、癌予防効果のある食材であると位置づけられていた。

## 種類
変種が出来やすく600種を超えると言われるほど多種多様な種があるが、主にペパーミント系とスペアミントなどに分けられる。

### ペパーミント系とスペアミント系

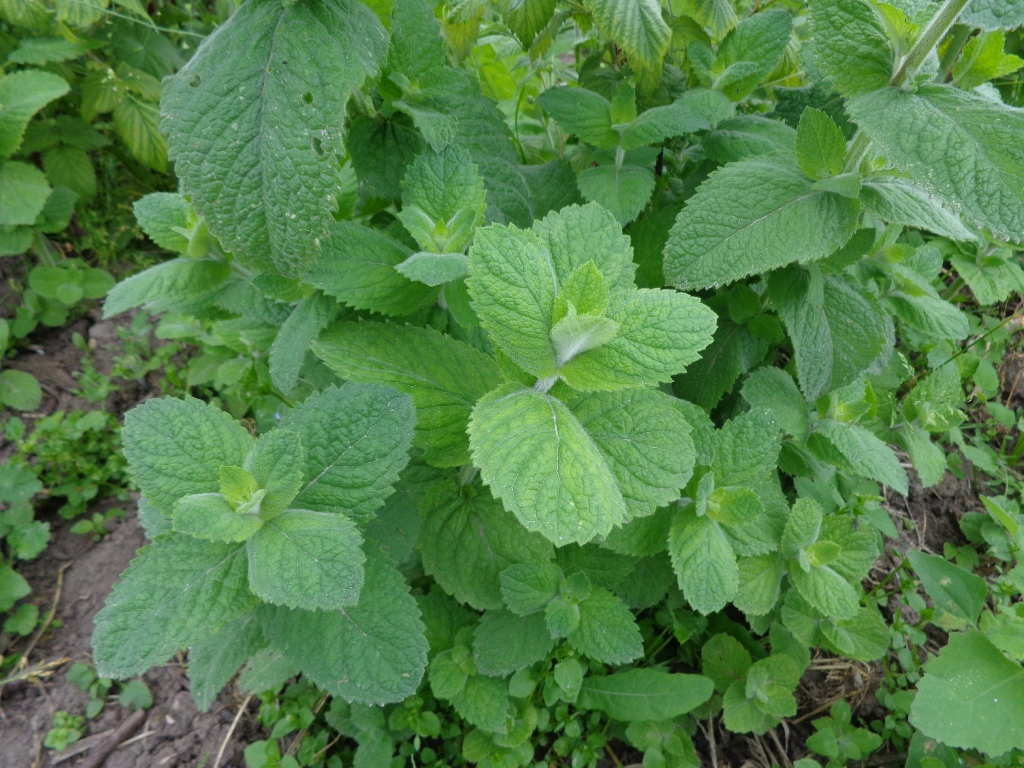
ペパーミント

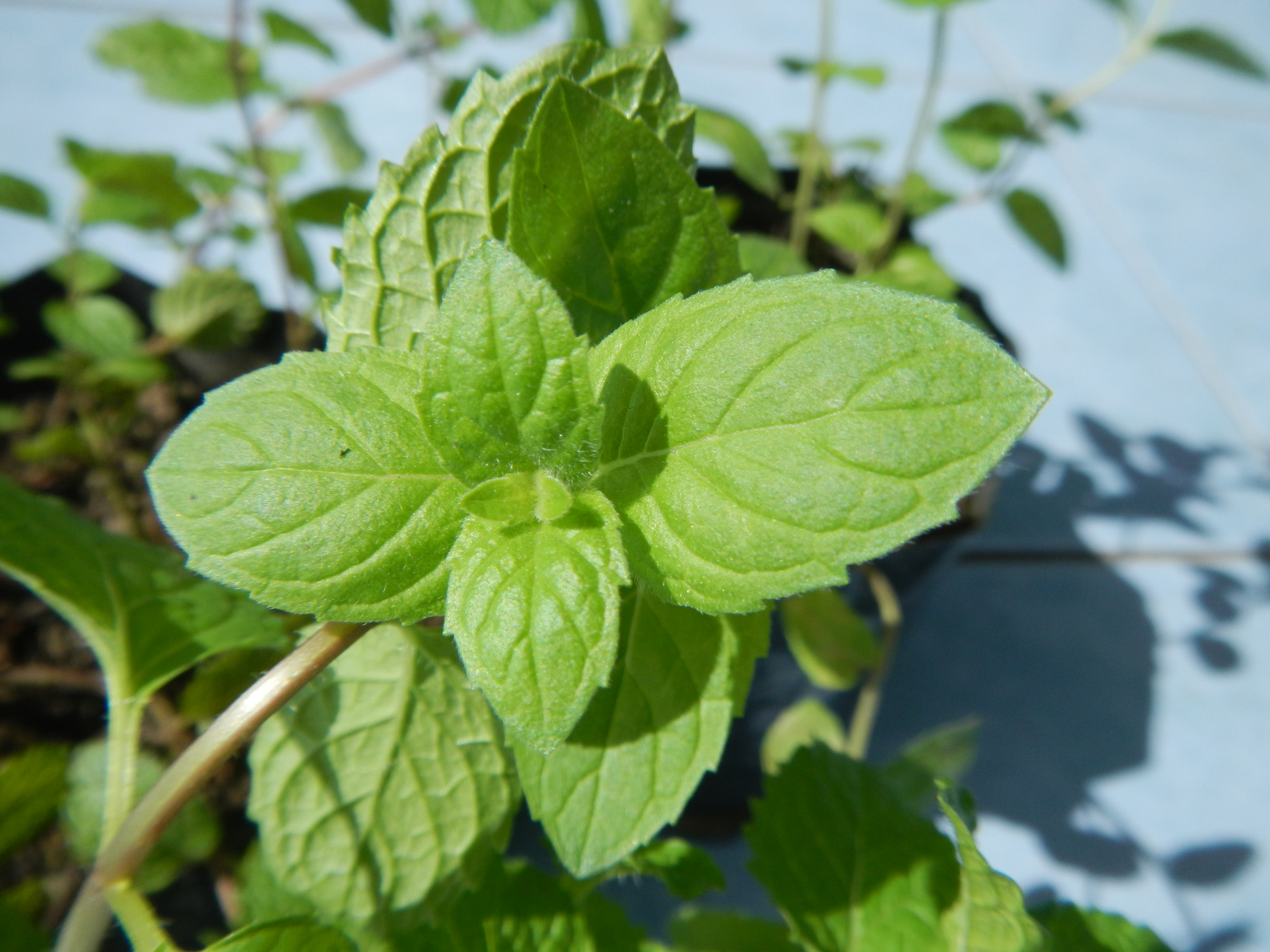
スペアミント

ペパーミント系は香りが強く、メントールの含有量も多い。東アジア原産のニホンハッカ（和種薄荷（わしゅはっか））もここに含まれる。気分をリフレッシュさせるようなスッキリした香りで、ハーブティーや料理のほか、チューインガムやキャンディに多く用いられる。
スペアミント系の香りは比較的弱く、甘くさわやかな香りがある。葉は丸みがある。比較的クセがないため、料理や菓子に使いやすい。チューインガム、歯磨き粉などにも用いられる。スペアミントの香りの主体はl-カルボンである。日本には江戸時代にオランダハッカが渡来した。

### 初摘みミント
その年、花が咲く前最初に刈り取ったミントをいう。雑味が少なくフレッシュな香りが特徴的。およそ6月から9月の間に花が咲くので、収穫時期はそれと同じくらいか少し前。花が咲くとエネルギーがそこに注力し、香りが弱くなってしまうことからこの概念が生まれた。初摘みミントを使ったチューインガム、お酒、香りを楽しむオイル、餃子などが商品化されている。

### 主な種

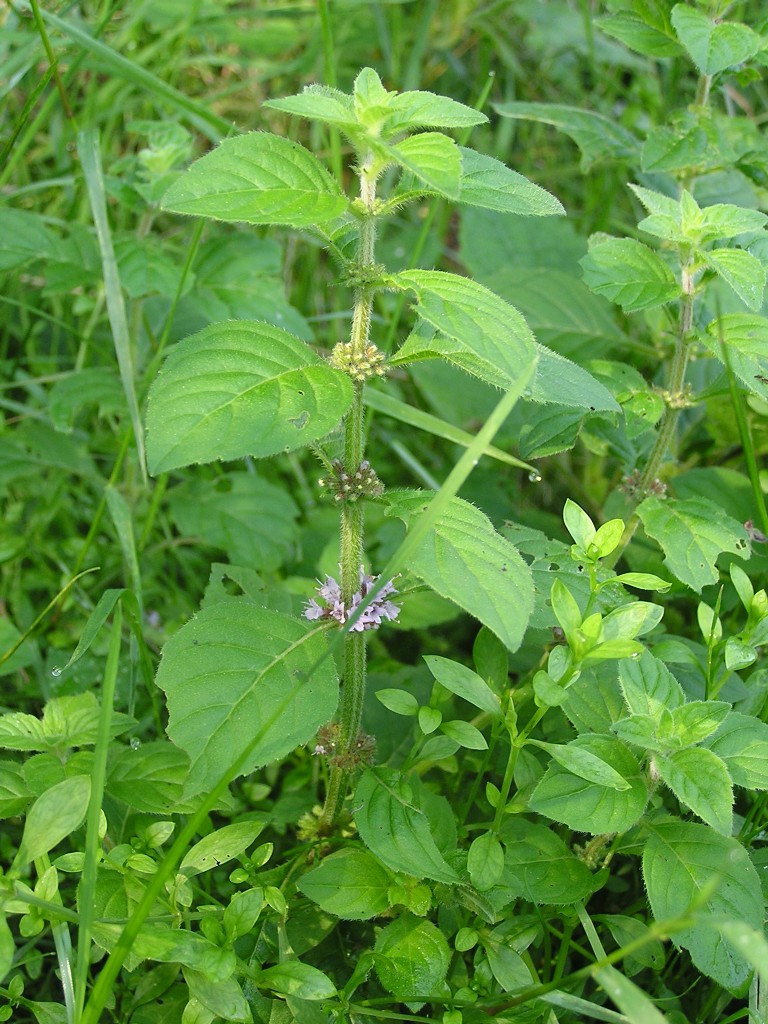
ニホンハッカ

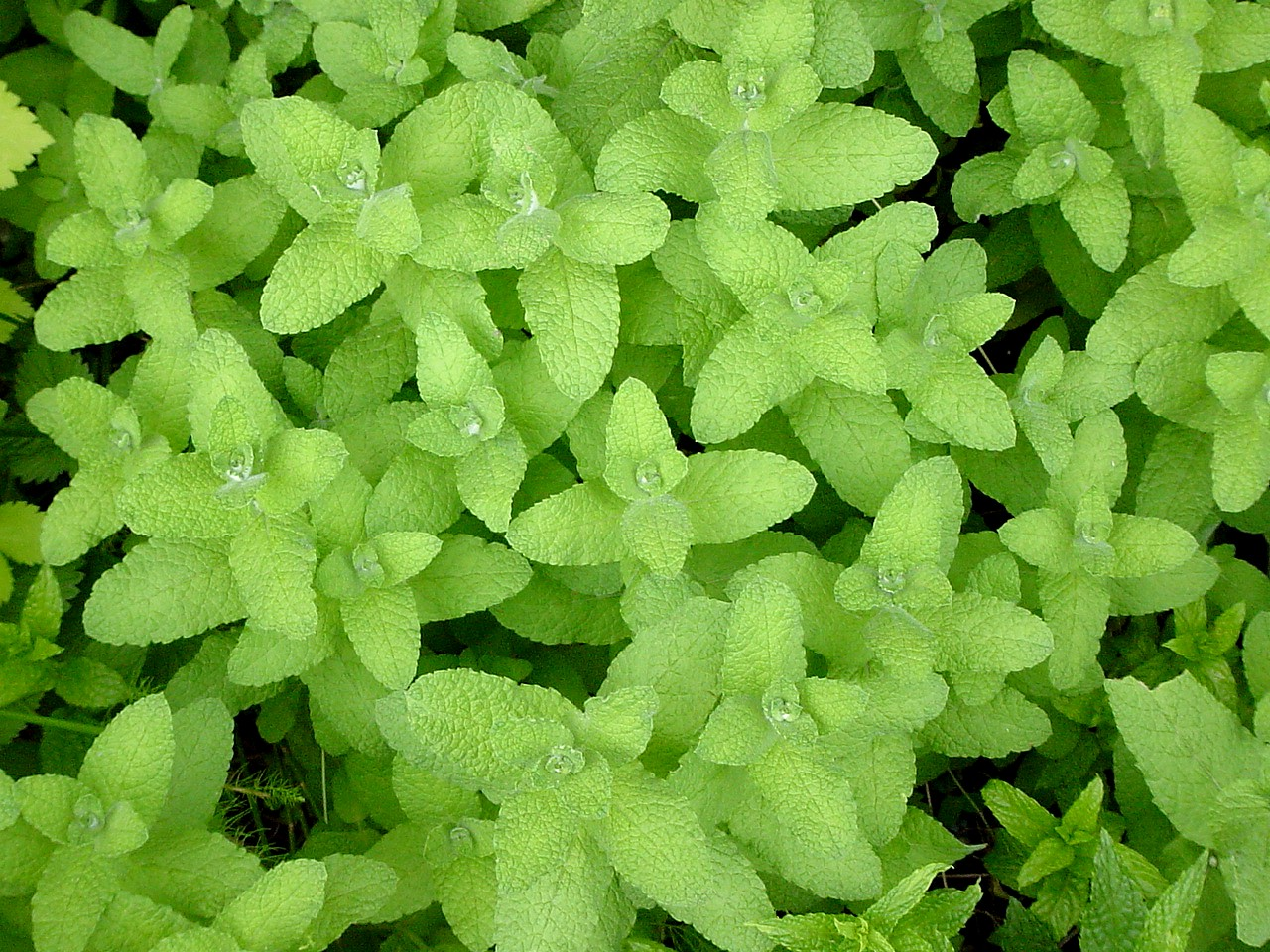
アップルミント

- Mentha aquatica - ウォーターミント、ミズハッカ (Water Mint, Marsh Mint)
- Mentha arvensis - コーンミント、ヨウシュハッカ (Corn Mint, Wild Mint, Field Mint)
- Mentha asiatica - アジアンミント (Asian Mint)
- Mentha australis - オーストラリアンミント (Australian Mint)
- Mentha canadensis - ニホンハッカ (Japanese Peppermint)
- Mentha cervina - ハーツペニーロイヤルミント (Hart's Pennyroyal)
- Mentha citrata - ベルガモットミント、ベルガモットハッカ (Bergamot Mint)
- Mentha crispata - Wrinkled-leaf Mint
- Mentha cunninghamia
- Mentha dahurica - Dahurian Thyme
- Mentha diemenica - Slender Mint
- Mentha gattefossei
- Mentha gentilis
- Mentha grandiflora
- Mentha haplocalyx - タイワンハッカ
- Mentha japonica - ヒメハッカ
- Mentha kopetdaghensis
- Mentha laxiflora - フォレストミント (Forest Mint)
- Mentha longifolia - ホースミント (Horse Mint)
- Mentha nemorosa - Large Apple Mint, Foxtail Mint, Hairy Mint, Cuban Mint
- Mentha pulegium - ペニーロイヤルミント、メグサハッカ (Pennyroyal) - 強いハッカの香りを持つ。虫除けの効果があり、花や葉を輪にして犬の首に巻くと、ノミよけになるといわれる[1]。
- Mentha requienii - コルシカミント (Corsican Mint)
- Mentha royleani
- Mentha sachalinensis
- Mentha satureioides - Native Pennyroyal
- Mentha spicata - スペアミント、ミドリハッカ (Spearmint, Curly Mint) - 白や淡ピンク色の花をつける。甘く爽やかな香りをもち、料理、ティー、デザート、入浴剤、香料、歯磨き粉やチューインガムなどに使われる[15]。
- Mentha suaveolens - マルバハッカ、アップルミント (Apple Mint, Pineapple Mint) - 花は白色かピンク色。リンゴの甘さとミントの清涼感が混じったような香りがする。用途は料理に適している[1]。パイナップルミントは、別名を斑入りアップルミントといって、葉の縁に白い斑が入り、パイナップルとリンゴを合わせたような香りがする[1]。
- Mentha vagans - Gray Mint

### 主な雑種
- Mentha × gracilis - ジンジャーミント (Ginger Mint) - 茎は赤紫色を帯び、葉腋に淡ピンク色の花をリング状につける。ショウガのような香りがする。[1]
- Mentha × piperita - ペパーミント、セイヨウハッカ (Peppermint) - メントールを豊富に含み、強い清涼感がある。鎮静作用や消化を助ける働きがある。[1]
- Mentha × rotundifolia (M. longifolia × M. suaveolens) - マルバハッカ（M. suaveolensもマルバハッカという）(False Apple-mint)
- Mentha × smithiana (M. aquatica × M. arvensis × M. spicata) - Red Raripila Mint
- Mentha × villosa (M. spicata × M. suaveolens; syn. M. cordifolia) - ケンタッキーカーネルミント、ボールズミント
- Mentha × villosonervata (M. longifolia × M. spicata) - Sharp-toothed Mint